# Baldwin-effect
Het Baldwin-effect, ook wel bekend als ontogenische evolutie, is een theorie over de evolutie die werd voorgesteld door de Amerikaanse psycholoog James Mark Baldwin, die een mechanisme voorstelde waarbij gedrag dat voortkomt uit het algemeen leervermogen erfelijk kan worden vastgelegd als instinctief gedrag. 
James Baldwin zette in 1896 uiteen hoe de algemene intelligentie en het natuurlijke leervermogen van dieren tezamen met de natuurlijke selectie een effect kunnen opleveren dat op het eerste gezicht op Lamarckse overerving van tijdens het leven verworven eigenschap lijkt, maar toch fundamenteel daarvan verschilt.
Volgens het door Baldwin veronderstelde mechanisme hebben ook eenvoudige dieren (zelfs ongewervelden) een zekere elementaire intelligentie en een elementair leervermogen waarmee ze tijdens hun leven optredende problemen met min of meer goed resultaat kunnen oplossen.
Treedt er nu een mutatie op die het aanleren van een nuttige handeling gemakkelijker maakt, dan hebben de nakomelingen van het individu in wiens geslachtscellen deze mutatie optreedt een duidelijk voordeel in de strijd om het bestaan: zij zullen de nuttige gedraging sneller leren. Het is niet nodig dat dat gedrag in zijn geheel in één keer erfelijk wordt vastgelegd: ieder stapje in de keten is van voordeel. Op de lange duur kan dit er toe leiden dat - door een cumulatie van mutaties - heel ingewikkelde gedragingen vrijwel in hun totaliteit erfelijk worden vastgelegd. Dit is de manier waarop de evolutie ingewikkelde instincten kan doen ontstaan ... en ook de menselijke intelligentie, die volgens moderne inzichten bestaat uit een aantal aan elkaar gekoppelde subtiele instincten.
De oude veronderstelling dat instinct "primitief" zou zijn en intelligentie "modern" zit er dus naast. Gecompliceerde instincten en hoge intelligentie zijn beide het resultaat van een langdurig evolutieproces. Bij dieren met een korte levensduur zijn hoogontwikkelde instincten van groot belang: zij hebben te weinig tijd om veel te leren. Alleen dieren met een langere levensduur (bijvoorbeeld olifanten en primaten) kunnen zich de "luxe" van een hoge intelligentie permitteren: die biedt uiteindelijk meer mogelijkheden, omdat het gedrag flexibler wordt.
De Amerikaanse filosoof Daniel Dennett noemt het Baldwin-effect als een van de belangrijke kranen in het evolutieproces.